# Ethias Cross 2021-2022
De Ethias Cross 2021-2022 (vrouwen: Rectavit Ladies Cross) was het 6e seizoen van een serie overkoepelende wedstrijden in het veldrijden. In de Ethias Cross werden er geen punten gegeven, noch was er een algemeen klassement of een algehele eindwinnaar. De wedstrijdserie is genoemd naar de hoofdsponsor, de verzekeringsmaatschappij Ethias. De Ethias Cross werd georganiseerd door Golazo.

## Mannen elite
| Datum                 | Wedstrijd                    | Cat. | Eerste                                                        | Tweede                                                        | Derde                                                         |
| --------------------- | ---------------------------- | ---- | ------------------------------------------------------------- | ------------------------------------------------------------- | ------------------------------------------------------------- |
| 11/09/2021            | Rapencross, Lokeren          | C2   | Eli Iserbyt                                                   | Lars van der Haar                                             | Michael Vanthourenhout                                        |
| 18/09/2021            | be-Mine Cross, Beringen      | C2   | Eli Iserbyt                                                   | Lars van der Haar                                             | Daan Soete                                                    |
| 25/09/2021            | Versluys Cyclocross, Bredene | C2   | Eli Iserbyt                                                   | Laurens Sweeck                                                | Michael Vanthourenhout                                        |
| 02/10/2021            | Berencross, Meulebeke        | C2   | Michael Vanthourenhout                                        | Laurens Sweeck                                                | Toon Aerts                                                    |
| 13/11/2021            | Stellacross, Leuven          | C2   | Laurens Sweeck                                                | Tom Meeusen                                                   | Felipe Orts                                                   |
| 11/12/2021            | Cyclocross Essen, Essen      | C2   | Wout van Aert                                                 | Thijs Aerts                                                   | Pim Ronhaar                                                   |
| 02/02/2022 05/02/2022 | Parkcross, Maldegem          | C2   | Laurens Sweeck                                                | Eli Iserbyt                                                   | Lars van der Haar                                             |
| 05/02/2022            | Polderscross, Kruibeke       | C2   | Afgelast vanwege coronapandemie, vervangen door Waaslandcross | Afgelast vanwege coronapandemie, vervangen door Waaslandcross | Afgelast vanwege coronapandemie, vervangen door Waaslandcross |
| 19/02/2022            | Waaslandcross, Sint-Niklaas  | C2   | Michael Vanthourenhout                                        | Eli Iserbyt                                                   | Laurens Sweeck                                                |

## Vrouwen elite
| Datum                 | Wedstrijd                    | Cat. | Eerste                                                        | Tweede                                                        | Derde                                                         |
| --------------------- | ---------------------------- | ---- | ------------------------------------------------------------- | ------------------------------------------------------------- | ------------------------------------------------------------- |
| 11/09/2021            | Rapencross, Lokeren          | C2   | Denise Betsema                                                | Fem van Empel                                                 | Aniek van Alphen                                              |
| 18/09/2021            | be-Mine Cross, Beringen      | C2   | Yara Kastelijn                                                | Shirin van Anrooij                                            | Denise Betsema                                                |
| 25/09/2021            | Versluys Cyclocross, Bredene | C2   | Denise Betsema                                                | Yara Kastelijn                                                | Puck Pieterse                                                 |
| 02/10/2021            | Berencross, Meulebeke        | C2   | Sanne Cant                                                    | Zoe Bäckstedt                                                 | Marie Schreiber                                               |
| 13/11/2021            | Stellacross, Leuven          | C2   | Anna Kay                                                      | Ellen Van Loy                                                 | Laura Verdonschot                                             |
| 11/12/2021            | Cyclocross Essen, Essen      | C2   | Zoe Bäckstedt                                                 | Laura Verdonschot                                             | Anna Kay                                                      |
| 02/02/2022 05/02/2022 | Parkcross, Maldegem          | C2   | Annemarie Worst                                               | Manon Bakker                                                  | Aniek van Alphen                                              |
| 05/02/2022            | Polderscross, Kruibeke       | C2   | Afgelast vanwege coronapandemie, vervangen door Waaslandcross | Afgelast vanwege coronapandemie, vervangen door Waaslandcross | Afgelast vanwege coronapandemie, vervangen door Waaslandcross |
| 19/02/2022            | Waaslandcross, Sint-Niklaas  | C2   | Lucinda Brand                                                 | Annemarie Worst                                               | Denise Betsema                                                |

## Snelste Ronde klassement
In de Ethias Cross worden er geen punten gegeven, noch is er een algemeen klassement of een algehele eindwinnaar. Er wordt wel een X2O Snelste Ronde klassement opgemaakt. De 3 mannen/vrouwen die tijdens elk van de wedstrijden van de Ethias cross de 3 snelste ronden rijden krijgen respectievelijk 3, 2 en 1 punten voor het X2O snelste ronde klassement.
Wie op het einde van het seizoen de meeste punten scoort in dit klassement is de eindwinnaar van de X2O Snelste Ronde en ontvangt hiervoor een cheque van € 2.000. Bovendien mag de winnaar een cheque van € 500 overhandigen aan een goed doel dat hij/zij een warm hart toedraagt.
Bij gelijke puntenstand in het X2O Snelste Ronde klassement is er voorrang voor de renner met het beste resultaat in een van de manches. Is dat resultaat ook gelijk, telt het aantal keer dat dat resultaat werd behaald, eventueel gevolgd door het aantal keer een volgende beste resultaat.
De punten voor het X2O Snelste Ronde klassement worden enkel toegekend indien de renners die hiervoor punten behaalden, de respectievelijke wedstrijd ook uitrijden.

### Tussenstanden

#### Mannen elite
| Pos. | Renner                 | Team                            | LOK | BER | BRE | MEU | LEU | ESS | MAL | KRU | Punten |
| ---- | ---------------------- | ------------------------------- | --- | --- | --- | --- | --- | --- | --- | --- | ------ |
| 1    | Eli Iserbyt            | Pauwels Sauzen-Bingoal          | 3   | 3   | 2   | 2   |     |     |     |     | 10     |
| 2    | Michael Vanthourenhout | Pauwels Sauzen-Bingoal          | 2   |     |     | 3   |     |     |     |     | 5      |
| 3    | Lars van der Haar      | Baloise - Trek Lions            | 1   | 2   | 1   |     |     |     |     |     | 4      |
| 4    | Laurens Sweeck         | Pauwels Sauzen-Bingoal          |     | 1   | 3   |     |     |     |     |     | 4      |
| 5    | Emiel Verstrynge       | Tormans-Circus Cyclo Cross Team |     |     |     | 1   |     |     |     |     | 1      |

| Pos. | Prijzengeld |
| ---- | ----------- |
| 1.   | € 2.000     |
| Tot. | € 2.000     |

#### Vrouwen elite
| Pos. | Renster          | Team                   | LOK | BER | BRE | MEU | LEU | ESS | MAL | KRU | Punten |
| ---- | ---------------- | ---------------------- | --- | --- | --- | --- | --- | --- | --- | --- | ------ |
| 1    | Denise Betsema   | Pauwels Sauzen-Bingoal | 3   | 2   | 3   |     |     |     |     |     | 8      |
| 2    | Yara Kastelijn   | IKO-Crelan             |     | 3   | 2   |     |     |     |     |     | 5      |
| 3    | Fem van Empel    | Pauwels Sauzen-Bingoal | 2   | 1   |     |     |     |     |     |     | 3      |
| 4    | Sanne Cant       | IKO-Crelan             |     |     |     | 3   |     |     |     |     | 3      |
| 5    | Alicia Franck    | 777                    |     |     |     | 2   |     |     |     |     | 2      |
| 6    | Aniek van Alphen | 777                    | 1   |     |     |     |     |     |     |     | 1      |
| 7    | Puck Pieterse    | Alpecin-Fenix          |     |     | 1   |     |     |     |     |     | 1      |
| 8    | Zoe Bäckstedt    | Tormans-Acrog cx       |     |     |     | 1   |     |     |     |     | 1      |

| Pos. | Prijzengeld |
| ---- | ----------- |
| 1.   | € 2.000     |
| Tot. | € 2.000     |